# Го Чунь
Го Чунь (*郭纯, 1370 —1444) — китайський художник, майстер ландшафтного живопису часів династії Мін.

## Життєпис
Народився у 1370 році у повіті Юнцзі (провінція Чжецзян). Замолоду захопився малювання. Ставши відомим майстром перебрався спочатку до нанкіну, коли столиця ще знаходилася там, а згодом до нової імпераської столиці — Пекіну. Був придворним художником імператорів Юнле та Хунлі. І заснуванням Академії живопису увійшов до її складу. тут працював до самої смерті у 1444 році.

## Творчість
Був майстром ландштафтного живопису. Уславився як продовжувач традиції «синьо—зеленого пейзажу» (цінлюй-шаньшуй 青绿 山水), що панував в офіційному мистецтві епохи Тан.
Найкращим твором Го Чуня залишається сувій «Цинлюй шаньшуй ту» («Гори і води в синьо—зелених тонах», 161х95, 3 см, шовк, туш, фарби). У ньому, поряд із впливом танського пейзажу, що виявляється у використанні «синьо—зеленої кольорової гамми» (цінлюй-шесе 青绿 设 色), вгадуються ознаки стилізації майстрів «південної» пейзажної школи (нань-цзун, в сучасній термінології «південний пейзажний напрямок», Наньфан-шаньшуй-хуапай), перш за все, Дун Юаня, що помітно в трактуваннях гірських ланцюгів на задньому плані. Го Чунь звернувся також до трактуванням ландшафту, яке притаманне «туманно—хмарному стилю» (юньу-яньай) у виконанні Ні Цзаня та інших пейзажистів епохи Юань, як показує композиція з валунів і дерев, що займає перший план в правій частині картини. Незважаючи на зазначений художній симбіоз, сувій Го Чуня справляє враження пейзажу, написаного з натури і зберігає ліричність й безпосередність настрою, що дозволяє вважати його автора не тільки прямим представником академічної школи, але також одним з видатних пейзажистів епохи Мін.